# Søvig Sund
Søvig Sund är en sjö i Danmark. Den ligger i Varde kommun i Region Syddanmark, i den västra delen av landet, 270 km väster om Köpenhamn. Søvig Sund ligger 1,5 meter över havet.  Omgivningarna runt Søvig Sund är en mosaik av jordbruksmark och naturlig växtlighet. Sjön avvattnas genom ett kort vattendrag till Filsø.